# 684 Hildburg
684 Hildburg eller 1909 HDär en asteroid i huvudbältet, som upptäcktes 8 augusti 1909 av den tyska astronomen August Kopff i Heidelberg. Ursprunget till namnet är okänt.
Asteroiden har en diameter på ungefär 19 kilometer.